# Neolophonotus albiciliatus
Neolophonotus albiciliatus är en tvåvingeart som först beskrevs av Friedrich Hermann Loew 1854.  Neolophonotus albiciliatus ingår i släktet Neolophonotus och familjen rovflugor. Inga underarter finns listade i Catalogue of Life.